# Mu Arae b

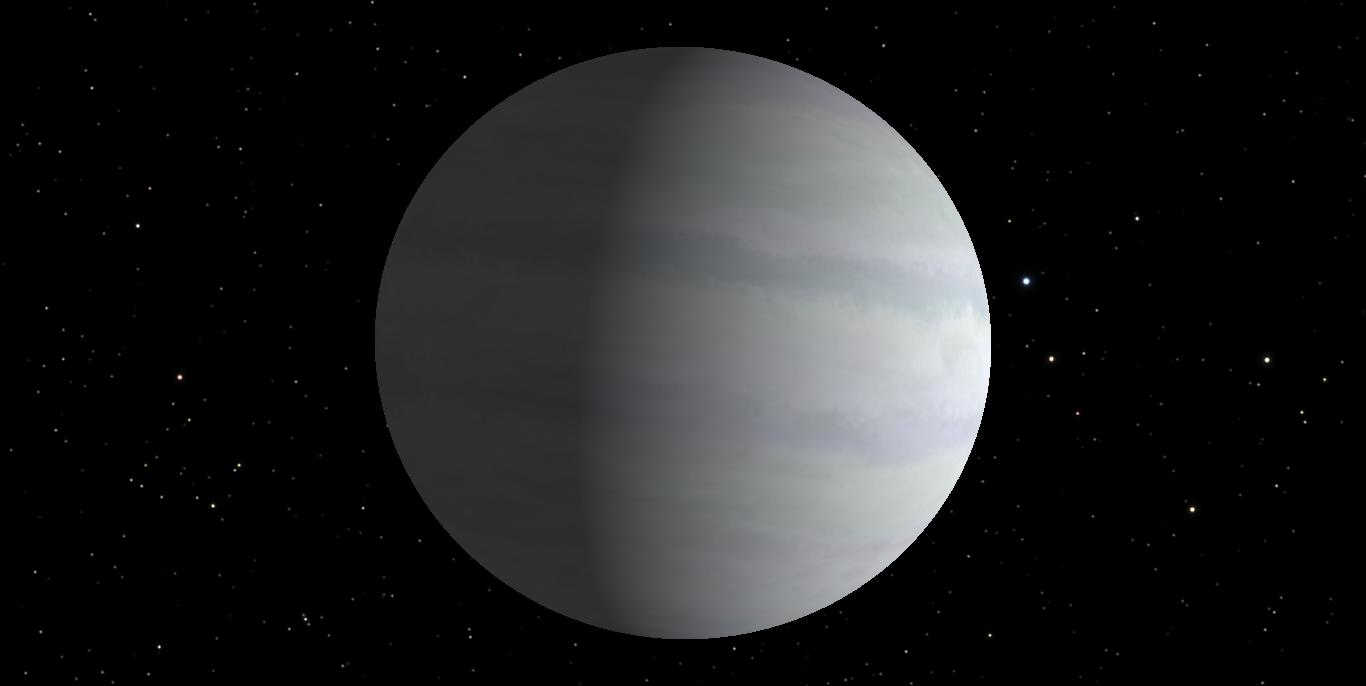
Imagem ilustrativa de Mu Arae b.

Mu Arae b (também conhecido como HD 160691 b ou Quixote) é um planeta extrassolar que orbita a estrela Mu Arae. Com pelo menos 1,676 vezes a massa de Júpiter, tem um período orbital de 643,25 dias. Sua descoberta foi anunciada em 12 de dezembro de 2002. Acreditava-se na época que tinha uma órbita altamente excêntrica, mas modelos mais recentes do sistema que incluem quatro planetas dão uma excentricidade menor. Enquanto Mu Arae b é provavelmente um gigante gasoso sem superfície sólida, sua distância orbital média de 1,497 UA coloca-o dentro da zona habitável do sistema. Como resultado, grandes satélites do planeta, se existirem, poderiam conter água líquida e vida. No entanto, eles poderiam não receber luz ultravioleta suficiente para a abiogênese acontecer. Além disso não é claro se luas do tamanho da Terra podem se formar ao redor de um gigante gasoso.